# Alfa Romeo C43
O Alfa Romeo C43 é o modelo de carro de corrida construído pela equipe Alfa Romeo para a disputa do Campeonato Mundial de Fórmula 1 de 2023. Lançado em 7 de fevereiro, é pilotado por Valtteri Bottas e Guanyu Zhou.